# 薛和
薛和（？—？），字导穆，一字遵睦，河东郡汾阴县（今山西省运城市万荣县）人，出自河东薛氏西祖第三房，北魏官员。

## 生平
薛和以大将军刘昶府行参军为起家官，转任司空长流参军，出任太尉府主簿，升任谏议大夫。永平四年正月丁巳（511年3月5日），汾州山贼刘龙驹聚集党羽在夏州反叛，魏宣武帝元恪诏令薛和发动汾州、华州、东秦州、夏州四个州的军队讨伐刘龙驹。当年四月甲戌（511年5月21日），薛和击败刘龙驹，将他的党羽全部平定，薛和因此上表请求建立东夏州，魏宣武帝听从了。薛和又代理正平郡、颍川郡二郡太守，出任通直散骑常侍。梁武帝萧衍派遣将领张齐进犯晋寿，魏宣武帝诏令薛和兼任尚书左丞，出任西道行台，调度指挥都督傅竖眼等各路军队，大败齐军。正光初年，薛和出任左将军、南青州刺史，在南青州去世，虚岁五十五，朝廷赠予安北将军、瀛州刺史。

## 家庭

### 父亲
- 薛破胡，北魏河东郡太守、仇池都将

### 兄弟
- 薛聪，北魏辅国将军、齐州刺史、简懿侯
- 薛道智，北魏尚书郎
- 薛仙智，北魏河东郡功曹
- 薛昙贤，北魏国子博士
- 薛季令，北魏奉朝请

### 子女
- 薛元信，东魏中坚将军、仪同开府长史
- 薛善，北周骠骑大将军、开府仪同三司、太子少傅、博平缪公
- 薛慎，北周车骑大将军、仪同三司、蕃部中大夫、淮南县子
- 薛济
- 薛氏，嫁北魏左将军府中兵参军元崇智[9]